# Małopolska Wyższa Szkoła Ekonomiczna w Tarnowie
Małopolska Wyższa Szkoła Ekoomiczna w Tarnowie – niepubliczna szkoła wyższa z siedzibą w Tarnowie.
Została założona w 1995 przez Małopolskie Centrum Edukacji Ekonomicznej.
Uczelnia współpracuje z 45 uczelniami w Polsce i Europie. Prowadzi studia I i II stopnia, a także studia podyplomowe, kursy i szkolenia.

## Kierunki
W roku akademickim 2024/2025 uczelnia oferowała studia w trybie stacjonarnym i niestacjonarnym I stopnia oraz II stopnia na kierunkach:
- Finanse i Rachunkowość (tylko I stopnia)
- Pedagogika
- Zarządzanie

## Władze
- Rektor: dr Michał Kozioł[5]
- Pełnomocnik Rektora ds. Administracyjno-Finansowych – Kanclerz: mgr Zofia Kozioł